# Poly(butylenadipat-co-terephthalat)
 Poly(butylenadipat-co-terephthalat) (PBAT) ist ein biologisch abbaubares und kompostierbares Copolymer aus der Gruppe der Polyester.
Der Copolyester besteht statistisch aus den Monomeren Adipinsäure, 1,4-Butandiol und Terephthalsäure. 

## Herstellung
Um die Umweltprobleme zu lösen und der Marktnachfrage gerecht zu werden, besteht ein wachsendes Interesse an der Entwicklung neuer biologisch abbaubarer Polymere, die die Grundlage biologisch abbaubarer Kunststoffe bilden.
Im ersten Schritt wird der Polyester der Adipinsäure (AA) unter Verwendung von 1,4-Butandiol (BDO) synthetisiert und zum Butylen-co-Adipinsäure-Polyester (PBA) polymerisiert. Durch die Verwendung eines Überschusses an Diol in der Reaktion werden die Kettenlängen gering gehalten.
Im zweiten Schritt wird Dimethylterephthalat (DMT) als Dimethylester der 1,4-Benzoldicarbonsäure (Terephthalsäure) (TA) synthetisiert.
Im dritten Schritt wird ein Polymer von Dimethylterephthalat (DMT) mit 1,4-Butandiol synthetisiert (BT) und zu Butylen-co-Terephthal-Polyester (PBT) polymerisiert.
Im vierten Schritt werden dann die beiden Copolyester unter Verwendung von Umesterungskatalysatoren wie Tetrabutoxytitan (TBOT) oder anderen metallorganischen Verbindungen auf Basis von Zink, Zinn oder Titan, kombiniert und vernetzt. Ein Überangebot an 1,4-Butandiol beeinflusst die Kettenlängen. Das Ergebnis ist das statistische Blockpolymer Polybutylenadipat-terephthalat (PBAT) der beiden zuvor hergestellten Copolymere.
Die Synthese von PBAT kann in Vormisch-, Vorpolymerisations- und Endpolymerisationsprozesse unterteilt werden. Die Herstellung von PBAT erfordert herkömmliche Polyesterherstellungstechnologien und -ausrüstungen, eine lange Reaktionszeit, ein hohes Vakuum und eine Temperatur von üblicherweise mehr als 190 °C. Diese Bedingungen sind erforderlich, um Kondensationsreaktionen zu begünstigen und die leichteren Moleküle Wasser und Methanol zu entfernen.
Die Edukte werden derzeit hauptsächlich auf Basis fossiler Rohstoffe hergestellt.
Phosphorverbindungen wie Phosphorsäure und Phosphorige Säure können im Vor- oder Endpolymerisationsprozess als Farbstabilisatoren zugesetzt werden, was jedoch zu einer Verringerung der Geschwindigkeit der Kondensationsreaktion führt.

### Herstellung von biobasierten Rohstoffen
In der Novamont „Mater-Biotech plant“ in Bottrighe (Adria), (Italien) werden seit 2016 30.000 Tonnen/a 1,4-Butandiol (BDO) aus biobasiertem Zucker aus Mais, Kartoffeln oder Zuckerrohrstärke fermentativ produziert.

### Biobasierter Polyester vergleichbar zu PBAT
Zukünftig ist die Umwandlung von Biomassekomponenten in PBAT eine der vielversprechenden und wirtschaftlichen Techniken zur Überwindung der Krise bei fossilen Brennstoffen. Erstens wurde biobasiertes 1,4-Butandiol (BDO) durch industrielle biologische Fermentation gewonnen, um petrochemisches BDO in PBAT direkt zu ersetzen.
Zweitens wurde Sebacinsäure als Ersatz für Adipinsäure (AA) aus Rizinusöl als Monomer zur Herstellung von Polybutylensebacinat-butylenterephthalat (PBSeT)-Copolyestern verwendet.
Schließlich gilt 2,5-Furandicarbonsäure (FDCA) als eines der biobasierten, aromatischen Monomere mit dem größten Potenzial. Es ist eine biobasierte Alternative zur erdölbasierten Terephthalsäure (TPA). Daher ist absehbar, dass in einigen Jahren vollständige biobasierte aliphatisch-aromatische Copolyester entstehen werden.

## Eigenschaften
Eigenschaften von PBAT

### Mechanische Eigenschaften
Im Vergleich zu LDPE weist PBAT ähnliche mechanische Eigenschaften auf.
PBAT ist in seinen mechanischen Eigenschaften vergleichbar zu Polypropylen (PP) und Acrylnitril-Butadien-Styrol-Copolymer (ABS).
Die mechanischen Eigenschaften von PBAT werden durch die Monomerzusammensetzung und der Molmassenverteilung beeinflusst.
Der Elastizitätsmodul steigt mit dem Gehalt an Terephthalat-Einheiten, während die Bruchdehnung abnimmt. Mit zunehmendem Molekulargewicht steigt die Zugfestigkeit, während die Bruchdehnung abnimmt.
PBAT mit weniger als 20 Mol-% BT-Einheiten kristallisiert im PBA-Gitter. PBAT mit mehr als 30 Mol-% BT-Einheiten kristallisieren im PBT-Gitter.
Die Copolymere mit 20–30 Mol-% BT-Einheiten enthalten sowohl PBA- als auch PBT-Kristalle.

### Eigenschaften, Werte, Testmethoden
| Eigenschaft                       | Wert           | Test Methode                         | Kommentar                                                                               |
| --------------------------------- | -------------- | ------------------------------------ | --------------------------------------------------------------------------------------- |
| Glasübergangstemperatur (TG).     | −30 (°C)       |                                      |                                                                                         |
| Wärmeverformungstemperatur (HDT)  | 55 (°C)        | ASTM D628                            |                                                                                         |
| Vicat-Erweichungstemperatur (VST) | 89 (°C)        | ISO 306                              |                                                                                         |
| Wärmeformbeständigkeitstemperatur | 55 (°C)        | ASTM D648 1,82 MPa, 6,4 mm           |                                                                                         |
| Schmelzpunkt (Tm)                 | 110–125 (°C)   | DSC 10 °C/min °C                     |                                                                                         |
| Schmelzflussindex                 | 4,0 (g/10 min) | ASTM D1238 190 °C, 2,16 kg           |                                                                                         |
| Kristallisationstemperatur        | 60 (°C)        | DSC 10 °C/min °C                     |                                                                                         |
| Zersetzungstemperatur             | 350 (°C)       | TG bis 5 % Gewichtsverlust 20 °C/min | PBAT weist eine gute Kristallisation und thermische Stabilität auf. Es ist hitzestabil. |
| Dichte, Spezifisches Gewicht      | 1,22 (g/cm³)   | ISO 1183, ASTM D972, 23 °C           |                                                                                         |
| Young-Elastizitsmodul E           | 0,08 (GPa)     |                                      |                                                                                         |
| Zugfestigkeit                     | 20–21 (MPa)    | ASTM D648, ASTM D638 50 mm/min       |                                                                                         |
| Bruchdehnung                      | 670–900 (%)    | SO 527, ASTM D638 50 mm/min          | je nach Kettenlänge der Polymere                                                        |
| Biegefestigkeit                   | 3,1–7,5 (MPa)  | ASTM D790 2 mm/min                   | je nach Quelle                                                                          |
| Biegemodul                        | 126 (MPa)      | ASTM D790 2 mm/min                   | je nach Quelle                                                                          |
| Schmelzflussindex                 | 4,0 (g/10 min) | ASTM 1238, ISO 1133                  | PBAT eignet sich sehr gut für Blasfolienanwendungen.                                    |

## Verarbeitung
PBAT verfügt es über eine gute Verarbeitungsstabilität, sodass es allein oder in Mischung mit anderen Materialien durch herkömmliche Herstellungsverfahren wie Extrusion, Spritzguss, Intrusion und Folienblasen verwendet werden kann.

## Anwendungen von PBAT
PBAT kann als Ersatz für Polyethylen (PE) verwendet werden und ähnelt in seinen Eigenschaften wie Flexibilität und Elastizität besonders „Polyethylen niedriger Dichte“ (LDPE).
Hauptsächlich werden aus PBAT Folien für Verpackungen;
Cateringartikel; Artikel für die Landwirtschaft und Blends mit speziellen Eigenschaften hergestellt.

### Anwendungen als Verpackungen
PBAT ist ungiftig und sicher für den Einsatz in Lebensmittelverpackungsanwendungen. Es setzt keine schädlichen Chemikalien frei und gibt keine Giftstoffe an die Umwelt ab, was es zu einer sichereren Option für die menschliche Gesundheit und die Umwelt macht.
Zu den besonderen Anwendungen, die von den Herstellern hervorgehoben werden, gehören Frischhaltefolien für Lebensmittelverpackungen, kompostierbare Plastiktüten und Beutel, Einkaufstüten, Müllsäcke, Kompostbeutel, Polybeutel für Kleiderstücke, Einwickelfolien, Luftpolsterfolien und Versandtaschen incl. Etiketten.
Um herkömmliche Kunststoffverpackungen zu reduzieren, wird eine Verwertungstechnik durch Kompostierung mittels biologischem Abbau angestrebt.

### Anwendung als antimikrobielle Folien
Bei der Anwendung als antimikrobielle Folien, bei denen PBAT den Hauptteil der Folie darstellt, werden die antimikrobiellen Wirkstoffe während der Verarbeitung eingearbeitet. Die antimikrobiellen Folien werden als Lebensmittelverpackungen eingesetzt, um das Bakterienwachstum zu hemmen und so zur sicheren Konservierung von Lebensmitteln beizutragen.

### Anwendung als Cateringartikel
PBAT-PLA-Blends können als kompostierbares Einmal-Besteck, oder wasserabweisende Beschichtungen für Pappbecher Verwendung finden.

### Anwendung für Garten- und Landwirtschaftszwecke
Die moderne Landwirtschaft ist stark auf die Verwendung herkömmlicher Mulchfolien aus Kunststoff angewiesen, da diese Folien die Ernteerträge steigern können, indem sie die Bodentemperatur erhöhen, die Bodenfeuchte bewahren, das Unkrautwachstum kontrollieren und Schutz vor Unwettern und Schädlingen bieten.
Sind die bislang auf den landwirtschaftlichen Feldern eingesetzten Polyethylen (PE) Mulchfolien nicht mehr nötig, ist eine vollständige Rückgewinnung aufgrund der Versprödung und Fragmentierung durch Witterungseinflüsse schwierig. Dies gilt insbesondere bei der Verwendung von dünnen Folien.
Restliche PE-Folien gelangen in landwirtschaftlich genutzte Böden und reichern sich dort an. Dies führt zu einer Verringerung der Bodenproduktivität, indem sie die Wasserinfiltration blockiert, den Gasaustausch im Boden behindert, das Wurzelwachstum einschränkt und die Strukturen der mikrobiellen Gemeinschaft im Boden verändert.
Ein vielversprechender Ansatz, um die Ansammlung von PE-Mulchfolienresten in Böden zu verhindern, besteht darin, herkömmliche Mulchfolien durch biologisch abbaubare Mulchfolien zu ersetzen, die aus Polymeren bestehen, die von Bodenmikroorganismen abbaubar sind. Biologisch abbaubare Mulchfolien, wie solche auf PBAT-Basis werden während ihrer normalen Nutzungsdauer bei der Anwendung am Boden kaum durch Wasser, erhöhte Temperatur, UV-Strahlen verändert.
Nach ihrer Nutzungsdauer werden sie in den Boden eingebracht und können vollständig biologisch abbaubar sein. Oftmals werden in China auch Folien auf Basis von PBAT-Blends z. B. Agrarfolien auf Basis von PBAT / PLA / Nanopartikel-Verbundwerkstoffen eingesetzt.

### Anwendung als Textil-Grundmaterial
PBAT kann zur Herstellung von synthetischen Fasern, Vliesstoffen und anderen Textilprodukten verwendet werden.

### Anwendung als Mikroverkapselungs Material
Um die Verwendung von PBAT als Mikroverkapselungs-Material zu untersuchen, wurden Diisocyanat Derivate wie Hexamethylendiisocyanat (HDI), Trihexamethylenediisocyant (TriHDI) und PHDI durch eine Lösungsmittelverdampfungsmethode verkapselt. Die Mikrokapseln wiesen eine Kern-Schalen-Struktur auf, hatten eine kugelförmige Form und dünne Wände ohne Löcher oder Risse. Als Beladung konnten 68 % Isocyanat Nutzlast erzielt werden. Diese Mikrokapseln wurden dann, in Klebstoffformulierungen für Schuhe verwendet. Die Festigkeit der Klebstoffe übertraf die Mindestanforderung. Zeitstandversuche zeigten, dass die Formulierung mit MCs eine überlegene Thermostabilität aufwies.

## PBAT-Blends
Der Zusatz von PBAT zu den biologisch abbaubaren Polyester Polymilchsäure (PLA), Polyhydroxyalkanoaten (PHA), Polyglycolsäure (PGA), Stärke, Polybutylensuccinat (PBS), Lignin und Cellulose verbessert durch Veränderung der Kristallmorphologie deren Eigenschaften.
Aufgrund seiner hohen Flexibilität und biologischen Abbaubarkeit wird PBAT auch als Zusatzstoff für steifere, sprödere biologisch abbaubare Kunststoffe vermarktet, um ihnen Flexibilität zu verleihen und gleichzeitig die vollständige biologische Abbaubarkeit der Endmischung aufrechtzuerhalten.

### PLA-PBAT Mischungen
Siehe dazu: 
Anhand von Rasterelektronenmikroskop-Bildern wurden fünf unterschiedliche Morphologien für PBAT/PLA-Mischungen gefunden.
- PBAT < 2,5 % in der PLA Matrix
- PBAT 19 % – 40 Gew % in der PLA Matrix
- PBAT 40 % – 60 Gew % in der Mischung mit PLA
- PBAT >60 Gew % in der Mischung mit PLA[10][11][12][13]

### PBAT-Stärke Mischungen
Die Zugabe von thermoplastischer Stärke (TPS) zu Polybutylenadipat-terephthalat (PBAT) führt zu einer erheblichen Verringerung der Zugfestigkeit sowie der Bruchdehnung. Gleichzeitig steigt der Elastizitätsmodul deutlich an.
Novamont vertreibt ihre PBAT/Stärke Mischung unter dem Namen Mater-Bi.
JinHui Zhaolong vertreibt ihre PBAT/Stärke Mischung unter dem Namen Ecowill.

### Polyglycol-PBAT Mischungen
Für den 3D-Druck wird eine Mischung aus , Polyglycolic acid (PGA) and Polybutylenadipat-terephthalat (PBAT) (85/15 Gew %) als biologisch abbaubares Filament entwickelt.

### PBAT-CaCO3-Mischungen
Steinpapier wird aus Harz wie hochdichtem Polyethylen (HDPE) und dem Mineral Calciumcarbonat (CaCO3) hergestellt. Der Steinpapierformulierung werden anorganische Füllstoffe, Weichmacher, Kopplungsreagenzien, und Dispergiermittel zugesetzt.
Ersetzt man das Polyethylen durch PBAT, so wird das Steinpapier biologisch abbaubar.
SK-Leaveo, eine Tochtergesellschaft des südkoreanischen Chemieriesen SKC, baut in Hai Phong in Vietnam eine Anlage, um mit PBAT-Limestone Material Extraordinaire (Limex-PBAT), das ist ein Kalk-Steinpapier mit PBAT, traditionelle Kunststoffkomponenten in Produkten wie Feuchttüchern, Windeln und Damenhygieneprodukten zu ersetzen.

## Biologischer Abbau
Bedingt durch die Anwesenheit von Butyl-Adipate Gruppen ist PBAT zuerst mit Enzymen in Terephthalt-haltige Monomere depolymerisierbar und dann mit natürlichen Mikroorganismen vollständig abbaubar. Als wichtiges Enzym hat sich Cutinase bewährt.
Yue Wang und Kollegen beschreiben in einem Preview-Übersichtsartikel den bisherigen Wissensstand zum biologischen Abbau von PBAT in Böden.
Ihre eigenen Versuche mit einer 30 μm dicken PBAT-Folie zeigten im ersten Schritt die Besiedlung einer PBAT-Folie mit Bakterien und die Rissbildung innerhalb von fünfzehn Tagen sowie sichtbare Löcher innerhalb von 30 Tagen.
Im zweiten Schritt wurde das PBAT durch Enzyme wie Cutinase, Carboxylesterase, Esterase PpEst oder mikrobielle Stämme der PETase (Thermobifida fusca) in Zwischenprodukte mit einem Molekulargewicht von weniger als 500 hydrolisiert. Bei diesem Abbau entstanden zwischenzeitlich bis zu 30 Zwischenprodukte.
Im dritten Schritt wurden erst durch eine Kombinationen von bis zu 27 bakteriellen und pilzlichen Biomarkern, und nicht durch einzelne Biomarker alleine, die Zwischenprodukte weiter zu  Kohlendioxid (CO2) und Wasser mineralisiert und abgebaut. Als Biomarker dominierten die Stämme: Bacteroidota, Acidobacteriota und die Schlauchpilze Ascomycota. Diese Kombinationen verwandter funktioneller Gene erfüllten in jedem Stadium des PBAT-Abbaus innerhalb 180 Tage verschiedene Funktionen, einschließlich des Abbaus molekularer Strukturen, des Abbaus von Zwischenprodukten und schließlich der Mineralisierung.
Für andere Abbauexperimente wurde in einem definierten synthetischen Medium bei 55 °C Ecoflex® , der PBAT von BASF, zusammen mit dem aus Kompostmaterial isolierten einzelnen thermophile Stamm „Thermomonospora fusca“ verwendet. Nach 22 Tagen Abbau waren mehr als 99,9 % des Polymers depolymerisiert.
Am Ende der Experimente zur Depolymerisation wurden nur die Monomere PTA, AA und BDO beobachtet. Mit den verwendeten Analysemethoden konnten keine weiteren Esterverbindungen nachgewiesen werden, die nicht mit den Medienbestandteilen in Zusammenhang gebracht werden konnten.
Nach dem vollständigen biologischen Abbau durch Mikroorganismen sind Kohlendioxid (CO2), Wasser und Biomasse (Masse aus natürlichen lebenden Organismen, wie z. B. Zellen) die verbleibenden Endprodukte.

## PBAT-Hersteller
| Hersteller | Land        | Ort                                                                            | Kapazität/(Jahr)                                                          | Handelsname                                    |
| --- | ----------- | ------------------------------------------------------------------------------ | ------------------------------------------------------------------------- | ---------------------------------------------- |
| Firmen | weltweit    |                                                                                | 440.000 t/a (2022), Ziel 800.000 t/a (2032), langfristig 15 Millionen t/a |                                                |
| 36 Firmen im Bau in China | China       | China                                                                          | 4,405 Millionen t/a neuer Kapazität                                       | PBAT                                           |
| BASF | Deutschland | Ludwigshafen                                                                   | 74.000 t/a (2011)                                                         | Ecoflex ® seit 1998                            |
| Chang Chun Plastic Co., Ltd., CCPG | Taiwan      | Changhua                                                                       |                                                                           | PBAT                                           |
| Dawn | China       | Longkou, Shandong                                                              | 60 000 t/a seit 2023                                                      | Dawneco 0101 PBAT, PBAT-PLA                    |
| Fujian Zhongjing Petrochemical Group | China       | Fujian Province                                                                | 600.000 t/a (in Planung)                                                  | PBAT                                           |
| Go Yen Chemical Industrial Co., Ltd. | Taiwan      | Kaohsiung                                                                      |                                                                           | GOYENCHEM-PBAT102, 103                         |
| Guangan Hongyuan Technology Co., Ltd. | China       | Sichuan                                                                        | 300.000 t/a (2024)                                                        | PBAT                                           |
| Hengli Petrochemical; Kanghui New Material | China       | Qingshui Industrial Park, Yushen Industrial Zone, Yulin City, Shaanxi Province | 33.000 t/a (2021), geplant 300.000 t/a                                    | PBAT                                           |
| Huawei New Materials | China       | Shandong                                                                       | 50.000 t/a (2023) an PBAT + PLA+ PBS                                      | PBAT HW-T                                      |
| Huizhou Yuseen | China       | Huizhou New Materials Industrial Park                                          | 60.000 t/a                                                                | PBAT                                           |
| Jianfeng New Material Co., Ltd. | China       | Chongqing                                                                      | 60.000 t/a                                                                | PBAT                                           |
| Jin Hui Zhao Long High Technology Co., Ltd. Eine Tochter der Shanxi Junhui group, | China       | Fuxi St.Taiyuan , Shanxi Xiaoyi Economic Development Zone                      | 20.000 t/a                                                                | Ecoworld                                       |
| Jin Hui Zhao Long High Tech Co., Ltd. | China       | Xiaoyi Economic Development Zone, Shanxi Province                              | 60.000 t/a Phase II                                                       | Ecoworld, Ecowill (ist ein PBAT-Stärke Blend)  |
| Kingfa Technology | China       | Zhuhai, Guangdong Province (I)                                                 | 70.000 t/a (2020)                                                         | Ecopond ®,                                     |
| Kingfa Technology Co., Ltd. | China       | Zhuhai, Guangdong Province (II)                                                | 60.000 t/a (2021)                                                         | Ecopond ®                                      |
| Kingfa Technology Co., Ltd. | China       | Zhuhai, Guangdong Province (III)                                               | 110.000 t/a (geplant)                                                     | Ecopond ®                                      |
| Liaoning Jinfa Biomaterials Co., Ltd. | China       | Shenghong; Yunan, Huaheng                                                      | 80.000 t/a                                                                | PBAT                                           |
| LOTTE Fine Chemical | Südkorea    | Seoul                                                                          | ab 2030                                                                   |                                                |
| Ningbo Changhong Polymer Technology Co., Ltd. | China       | Shaoxing, Zhejiang                                                             | geplant                                                                   | PBAT                                           |
| Novament SpA | Italien     | Terni                                                                          | 110.000 t/a (2019)                                                        | Origo-Bi, Mater-BI (ist ein PBAT-Stärke Blend) |
| Novament | Italien     | Patricia in der Provinz Frosinone                                              | 40.000 t/a (2019)                                                         | Origo-Bi, Mater-BI                             |
| Ruifeng High Materials | China       | Shandong                                                                       | 60.000 t/a (2022)                                                         | PBAT                                           |
| Shandong Rui'an Biotechnology Co, Ltd. | China       | Jinxiang, Jining                                                               | geplant                                                                   | PBAT                                           |
| Sinochem Donghua Tianye New Materials Co, Ltd. | China       | Shihezi City of Xinjiang's 8th Division                                        | 100.000 t/a (2021), Erweiterung auf 400.000 t/a im Bau                    | PBAT                                           |
| SK Geo Centric, Kooperation aus SK Global Chemical, und Kolon Industries | Südkorea    | Seoul                                                                          | 50.000 t/a                                                                | PBAT                                           |
| SK Chemicals Group, SK Leaveo | Vietnam     | Hai Phong                                                                      | 70.000 t/ab 2025                                                          | Limex-PBAT                                     |
| Tianchen Engineering Co., Ltd., Xinjiang Wangjinglong New Materials Co., Ltd., Harbin Electric International Engineering Co., Ltd., and China Chemical Engineering No. 13 Construction Co., Ltd. | China       | Tianjin                                                                        | 1.2 Millionen t/a (geplant)                                               | PBAT                                           |
| Tongcheng New Materials; BASF | China       | Shanghai Chemical Industry Park                                                | 60.000 t/a, erweiterbar.                                                  | PBAT, ecoflex ®                                |
| Wanhua Chemical (Sichuan) Co., Ltd. | China       | Meishan, Sichuan                                                               | geplant                                                                   | PBAT                                           |
| Xinjiang Blue Ridge Tunhe | China       | No. 316 Beijing Nan Lu, Changji city, Xinjiang,                                | 130.000 t/a                                                               | Tunhe Pbat Resin Th801t                        |
| Xinjiang Wangjinglong New Materials Co., Ltd. | China       | Korla Petroleum and Petrochemical Industrial Park in Bazhou, Xinjiang          | 100.000 t/a (im Bau) erweiterbar auf 2 mal 600.000 t/a                    | PBAT                                           |
| Xinjiang Weigerui Biotechnology Co., Ltd. Eine Tochter von Xinjiang Lanshan Tunhe Polyester Co., Ltd.                                                                                            | China       | Changji Lanshantun River Biomaterials Science and Technology Industrial Park   | 60.000 t/a in Phase I, Ausbau bis 240.000 t/a                             | PBAT                                           |
| Yunan Meineng New Materials Co., Ltd., eine Tochter von Jingke Holdings Limited, | China       | Shenzhen, Yunnan, Qinfeng Chemical Industrial Park                             | 1000.000 t/a Phase I, Ausbau bis 300.000 t/a                              | PBAT                                           |
| Zhejiang Changhong Biomaterials Co., Ltd. | China       | Changhong                                                                      | 120.000+250.000 t/a                                                       | Changhong Hi-Tech PBAT                         |
| Zhejiang Huafon Group Co., Ltd.; ehemals DuPont | China       | Dingshan Industrial Park, Ruian City,                                          | 30.000 t/a Stufe I, Ausbau bis 300.000 t/a                                | PBAT                                           |
| Zhuhai Wantong Chemical Co., Ltd., umbenannt in Zhuhai Kingfa Biomaterials Co., Ltd. | China       | Zhuhai                                                                         | 60.000 t/a (2021), geplant 240.000 t/a                                    | Ecopond ®, Wango                               |
| Zhuhai Jinfa Biomaterials Co., Ltd. | China       | Zhuhai, Guangdong                                                              | geplant                                                                   | PBAT                                           |

### PBAT-Lieferanten
Dongguan Xinhai Environmental Protection Material Co., Ltd. (China), Hangzhou Peijin Chemical Co., Ltd. Pekin Chem (China), Hangzhou Ruijiang Chemical Co., Ltd. (China), Huaian Ruanke Trade Co., Ltd. (China), Jiangsu Sanfangxiang Group Co.,Ltd. (China), Jiangsu Torise biomaterials Co., Ltd. (China), Xinhaibio (China), Zhejiang Biodegradable Advanced Material Co. Ltd (China), Zhejiang Biodegradable Advanced Material Co. Ltd (China), Hangzhou Ruijiang Chemical Co. (China) , Jiangsu Torise Biomaterials Co., Ltd. (China); ECCO Gleittechnik GmbH (Deutschland), K.D Feddersen (Deutschland), Setral Chemie GmbH (Deutschland); Lubrilog (Frankreich); Alpek SAB de CV (Mexiko); Green Chemical Co., Ltd. (South Korea), WILLEAP (South Korea); Far Eastern New Century Corporation (Taiwan); Indorama Ventures Public Co., Ltd. (Thailand); Amco Polymer (USA), DAK Americas (USA), HUSK-ITT Corporation (USA).